# Tāhir al-Dschazā'irī
Scheich Tāhir al-Dschazā'irī (arabisch طاهر الجزائري Ṭāhir al-Ǧazāʾirī; geb. 1852 in Damaskus; gest. 1920 in Damaskus)  war ein islamischer Reformer und Hadith-Gelehrter aus Syrien. Er wurde als der “Muhammad Abduh aus Syrien” bezeichnet.
Er entstammte einer algerischen Familie, die vor der französischen Besatzung geflohen war. Er studierte zunächst bei seinem Vater Muhammad Salih (gest. 1868), dem malikitischen Rechtsgelehrten und autorisierten Mufti der malikitischen Madhhab in Damaskus.
Er beherrschte Arabisch, Berberisch, Türkisch und Persisch, außerdem lernte er Französisch, Syrisch, Hebräisch und die äthiopische Sprache.
Von Muhibb ad-Dīn al-Chatīb (1886–1969) wurde er (in einem 1926 veröffentlichten Review) als „Gründer der syrischen gegenwärtigen Bewegung, Vater seiner Freiheitskämpfer und Anführer seiner aufgeklärten Gelehrten“ bezeichnet.
Er war einer der Gründer der „Islamischen Wohlfahrtsgesellschaft“ (Dschamiya al-chairiya al-islamiya) in Damaskus und ein Angehöriger des sogenannten „Größeren Damaskus-Kreises“ (halqatu Dimaschq al-kabirah).
Er schrieb viele Bücher zu verschiedenen Themen, darunter ʿAqīda, ʿUlūm al-Qur’ān, Tadschwīd, Hadithwissenschaft, Sīrah, Uṣūl, arabische Rhetorik, arabische Literatur, Philosophie, Geschichte und Einführungen zu vielen islamischen Handschriften.
Seine Reform des Bildungswesens erinnert in vielen Punkte an die des bereits genannten Muhammad Abduh (1849–1905) zur gleichen Zeit. Die meisten künftigen Führer der syrischen Nationalismus oder deren Vorgänger nahmen daran teil, einschließlich Muhammad Kurd Ali (1876–1953) und Dschalal al-Din al-Qasimi (1866–1914).
Er war auch für die Einrichtung der Ẓāhirīyya-Bibliothek in Damaskus und der Chālidīyya-Bibliothek in Jerusalem aktiv.
Sein Tawdschīh al-naẓar beispielsweise ist ein unter anderem von Scheich Abu Ghudda (1917–1997) – dem Führer der syrischen Muslimbrüder – geschätztes Werk der Hadithwissenschaften.